# متلازمة تورش
متلازمة تورش (بالإنجليزية: TORCH syndrome)‏ هي مجموعةٌ من الأعراض، تحدثُ بسبب عدوًى خلقية من داء المقوسات، والحصبة الألمانية والفيروس المضخم للخلايا والهربس، أو بسببِ كائناتٍ أُخرى مثل الزهري والفيروسات الصغيرة وفيروس جدري الماء النطاقي. يُعتبر فيروس زيكا أحدث عُضو في عائلة مُسببات متلازمة تورش.

## العلامات والأعراض
على الرغم من أنَّ متلازمة تورش تحصل بسبب عدوى مُختلفة، إلا أنَّ علامات وأعراض المُتلازمة ثابتة، وهي تشمل ضخامة الكبد والطحال وحمى وخُمول وصعوبة في التغذية وفقر الدم وحبرة وفرفرية ويرقان والتهاب المشيمية والشبكية، كما أنَّ العدوى الخاصة قد تؤدي إلى أعراضٍ إضافية.
قد تحدث متلازمة تورش قبل الولادة، مسببةً ولادة جنين مَيت، أو قد تحدث في فترة الولادة أو في وقتٍ لاحق من الحياة.

## الفيزيولوجيا المرضية
تحدث متلازمة تورش بسبب عدوى رحمية بإحدى العوامل المُسببة لمتلازمة تورش، والتي تُشوش على تطور الجنين.

## العلاج
علاج متلازمة تورش أساسًا هو علاج داعم ويعتمد على الأعراض الموجودة في نفس الوقت. يُمكن استعمال بعض الأدوية كخيار في الهربس والفيروس المضخم للخلايا.

## الوقاية
يُمكن الوقاية من متلازمة تورش بواسطة علاج المرأة المُصابة الحامل، وبالتالي منع انتقال العدوى إلى الجنين.

## الوبائيات
تتأثر الدول النامية بشكلٍ أكبر بمتلازمة تورش.